# Gynandrobrotica lepida
Gynandrobrotica lepida is een keversoort uit de familie bladkevers (Chrysomelidae). De wetenschappelijke naam van de soort werd in 1835 gepubliceerd door Thomas Say.